# Aphex Twin
Richard David James, més conegut com a Aphex Twin o AFX (Limerick, Irlanda, 18 d'agost del 1971) és un reconegut productor de música electrònica dins de diversos estils del Techno, Ambient, Acid i Drum and bass.

## Biografia
Nascut de pares gal·lesos, James va néixer a Limerick i va créixer a Cornualla. Va experimentar amb l'electrònica des de molt petit, i va guanyar una competició en fer que la seva Sinclair ZX Spectrum toqués una melodia posant el volum del televisor al màxim i alterant els colors de la pantalla, així com produint diferents sorolls.
Va començar com a DJ i músic en raves locals, prenent el pseudònim d'Aphex Twin. James va bromejar en una entrevista dient que l'origen del nom és una combinació d'un fabricant d'equips de so amb la paraula twin (bessó) en referència al seu germà major (també anomenat Richard James) que va morir abans que ell naixés. James fa servir la inicial D, de David, per a distingir-se'n.
Va fundar el segell Rephlex Records el 1991 i va llançar el seu primer enregistrament en aquest segell, així com amb Mighty Force i R&S Records de Bèlgica.
James es va mudar a Londres on va llançar multitud d'àlbums i EPs en el segell Warp Records sota multitud de pseudònims (des de AFX i Polygon Window fins als menys coneguts com a GAK i Power-Pill).
Richard també va ser responsable de diversos videoclips en col·laboració amb l'aclamat director Chris Cunningham.
Els seus vídeos (i les portades dels seus àlbums) sovint exploten els seus trets facials únics; per exemple, el vídeo de "Windowlicker" fa servir efectes especials i maquillatge per a col·locar una grotesca imatge de la seva cara en els caps d'un grup de voluptuoses models en bikini.
També va ocultar el seu rostre en una altra cançó (comunament anomenada "l'Equació") del single Windowlicker, que només pot ser vist en l'anàlisi espectral de la pista.
La música d'Aphex Twin s'estén sobre diferents vessants dins del gènere de música electrònica. Inicialment, les seves produccions van destacar per un so més dur i àcid (Ventolin sovint és definida com una de les cançons més aspres o més abrasives mai enregistrades a causa dels estridents aguts i els seus ritmes trencats), i posteriorment va anar evolucionant en els seus treballs més ambient, mentre el seu costat més dur va romandre actiu dins del seu pseudònim Caustic Window. El 1996, va començar a alliberar material més tranquil, produït amb ordinadors, i també va abraçar el Drum and bass.
A la fi de 2004, va tornar als sons més durs i va crear la sèrie Analord. En les entrevistes Aphex Twin és generalment divertit, excèntric i confús. En les seves entrevistes ha fet moltes declaracions realment salvatges que podrien ser falses. Diverses d'aquestes declaracions diuen que posseïx un cotxe d'explorador dels anys 50 (un Daimler Ferret Mark 3), també un submarí, que va començar a compondre ambient a l'edat de 13 anys (contradient la major part de la història de la música) o que construeix tots els seus sintetitzadors.
Richard també és fotògraf i ha realitzat el material gràfic per a alguns dels seus àlbums.

## Discografia

### Aphex Twin
Àlbums

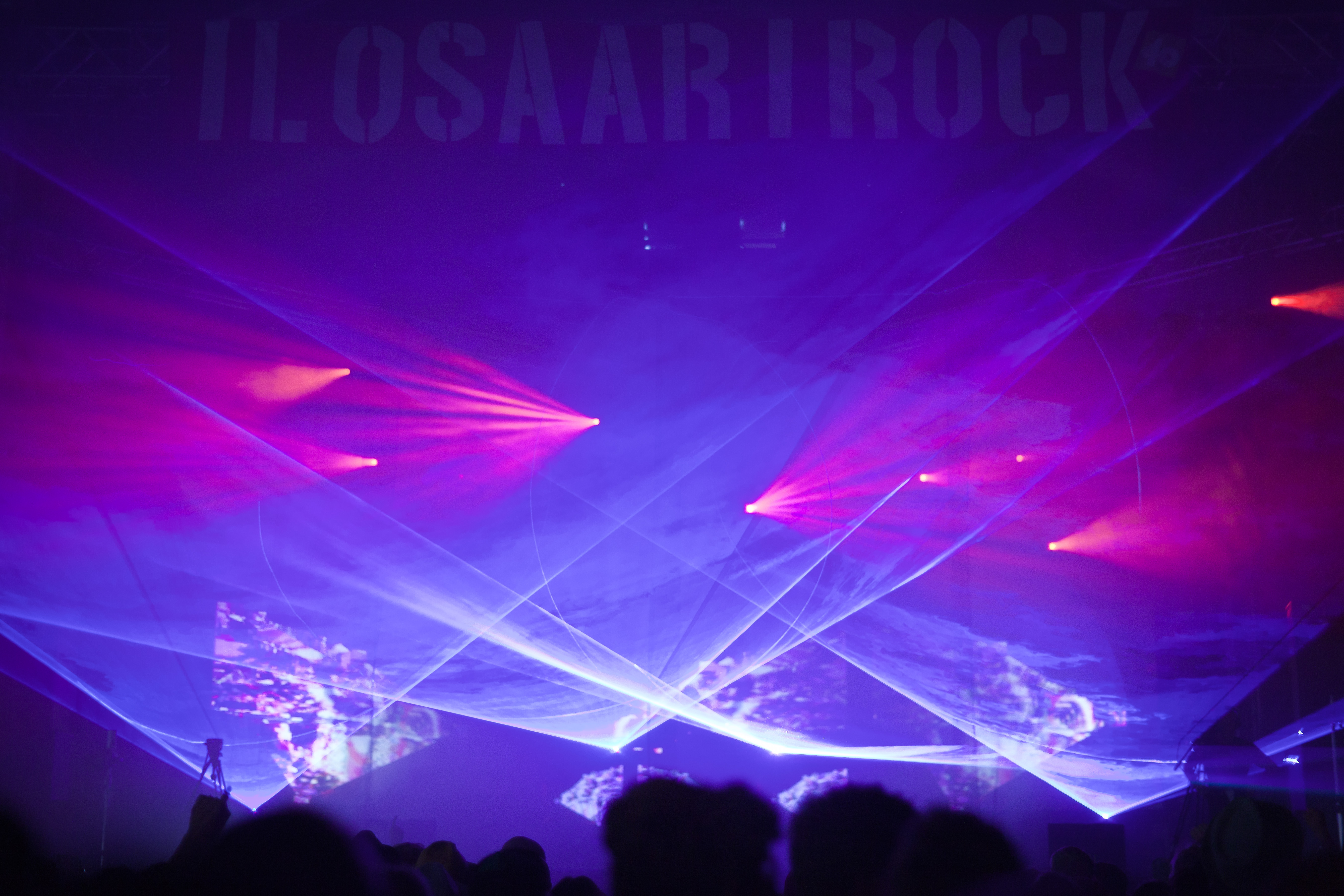
Live at Ilosaarirock Festival 2011

- 1992 - Selected Ambient Works 85-92 Apollo Records
- 1994 - Selected Ambient Works II Warp Records
- 1994 - Words & Music Sire Records
- 1995 - Classics (recopilatori) R&S Records
- 1995 - I Care Because you do Warp Records
- 1997 - Richard D. James Album Warp Records
- 2001 - Drukqs Warp Records
- 2003 - 26 Mixes for Cash (recopilatori de remescles) Warp Records
- 2006 - Chosen Lords

Eps i Singles
- 1991 - Digeridoo R&S Records
- 1992 - Xilem Tube EP Apollo Records
- 1993 - On Warp Records
- 1995 - Ventolin Warp Records
- 1996 - Donkey Rhubarb Warp Records
- 1996 - Girl/Boy EP Warp Records
- 1997 - Come to Daddy EP 1997 Warp Records
- 1999 - Windowlicker 1999 Warp Records

### AFX
- 1991 - Analogue Bubblebath 12" Mighty Force Records
- 1992 - Analogue Bubblebath 2 12" Rabbit City Records
- 1993 - Analogue Bubblebath 3 CD/LP Rephlex Records
- 1993 - Analogue Bubblebath 3.1 CD/LP Rephlex Records
- 1994 - Analogue Bubblebath 4 12" Rephlex Records
- 1995 - Analogue Bubblebath 5 LP Rephlex Records
- 1995 - Hangable Auto Bulb EP 12" Warp Records
- 1995 - Hangable Auto Bulb 2 EP 12" Warp Records
- 1997 - Analogue Bubblebath 3.1 12" Rephlex Records
- 2001 - 2 Remixes by AFX 12" Men Records
- 2003 - Smojphace EP 12" Men Records
- 2005 - Analord Series Rephlex Records (es compon d'onze vinils)
- 2005 - Hangable Auto Bulb CD Warp Records (reedició de 2 EPs de 1995)

### Caustic Window
- 1992 - Joyrex J4 EP 12" Rephlex Records
- 1993 - Joyrex J9i 12" Rephlex Records
- 1994 - Caustic Window LP CD/2xLP (recopilatori) Rephlex Records

### Bradley Strider
- 1991 - Bradley's Beat 12" Rephlex Records
- 1993 - Bradley's Robot 12" Replex Records

### GAK
- 1994 - GAK 12" Warp Records

### Power-Pill
- 1992 - Pac-Man 12" Ffrreedom

### Q-Chastic
- 1992 - Q-Chastic EP 2x12" Rephlex Records

## Guardons
Nominacions
- 2015: Grammy al millor àlbum de música dance/electrònica